# Flèche faîtière
 (janvier 2023).
Si vous disposez d'ouvrages ou d'articles de référence ou si vous connaissez des sites web de qualité traitant du thème abordé ici, merci de compléter l'article en donnant les références utiles à sa vérifiabilité et en les liant à la section « Notes et références ».

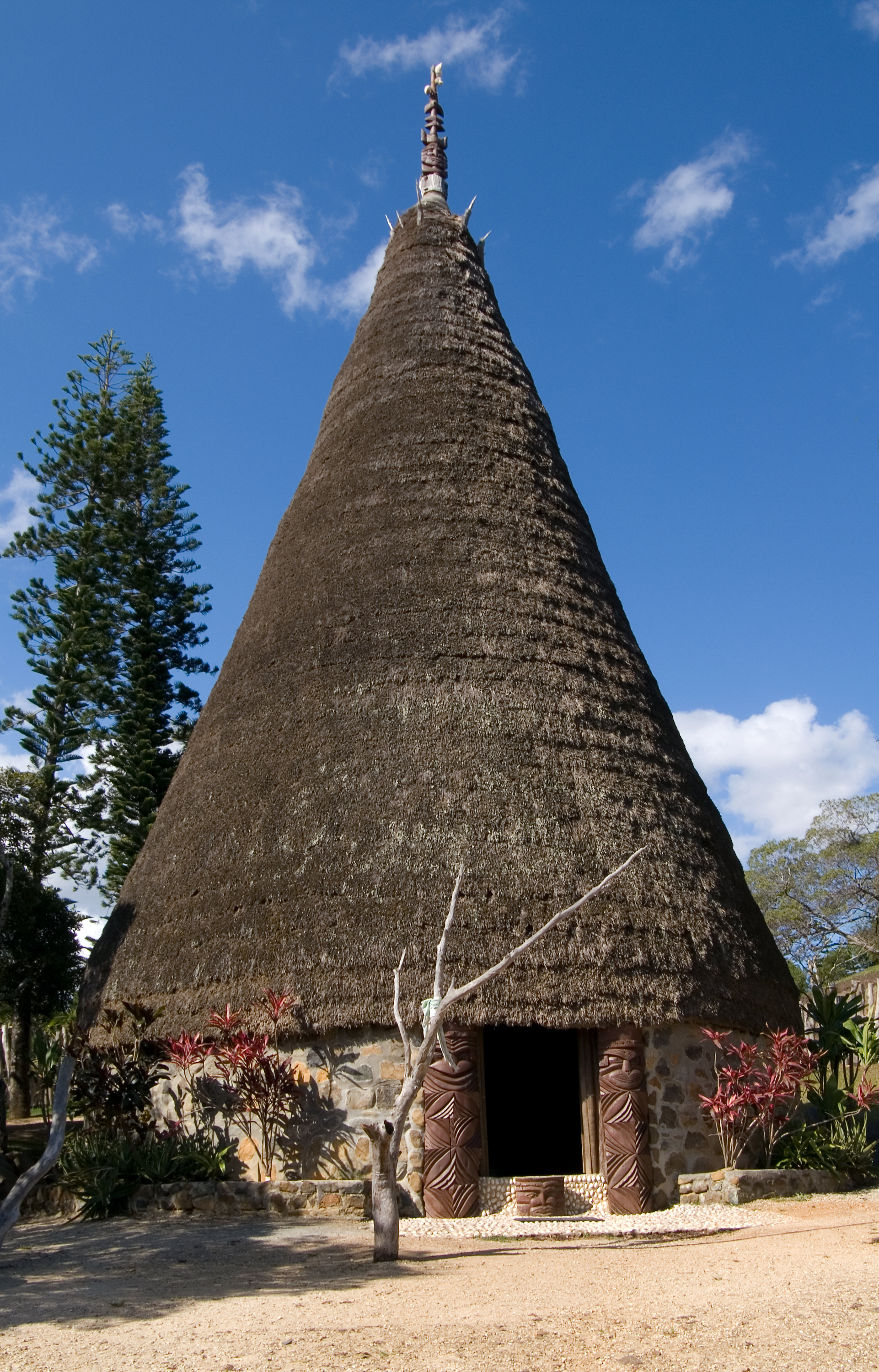
Maison kanak avec une flèche faîtière (Nouméa).

Emblème et prestige de la chefferie en Nouvelle-Calédonie, la flèche faîtière, élément traditionnel de l’habitat kanak, est une sculpture sur bois qui domine et orne l’imposant toit de chaume en forme de cône de la grande case ou case cérémonielle d’un clan.